# یعقوب کذاب
یعقوب کذاب (آلمانی: Jakob der Lügner) رمانی از یوریک بکر نویسنده لهستانی‌تبار آلمان شرقی است. او به خاطر این کتاب برنده جایزه هانریش مان شد.
بر اساس یعقوب کذاب دو فیلم سینمایی در سال‌های ۱۹۷۵ و ۱۹۹۹ ساخته شده‌است.